# Liste der Monuments historiques in Neuchâtel-Urtière
Die Liste der Monuments historiques in Neuchâtel-Urtière führt die Monuments historiques in der französischen Gemeinde Neuchâtel-Urtière auf.

## Liste der Objekte
| Bezeichnung               | Beschreibung                            | Standort                       | Kennzeichnung | Schutzstatus | Datum | Bild |
| ------------------------- | --------------------------------------- | ------------------------------ | ------------- | ------------ | ----- | ---- |
| Skulptur Heiliger Ursinus | Obstbaumholz, Ende des 15. Jahrhunderts | in der Kapelle St-Ursin (Lage) | PM25001709    | Classé       | 1975  |      |